# Монкур (Мозель)
Монку́р (фр. Moncourt) — коммуна на северо-востоке Франции, регион Гранд-Эст (бывший Эльзас — Шампань — Арденны — Лотарингия), департамент Мозель. Относится к кантону Вик-сюр-Сей.

## Географическое положение
Монкур расположен в 60 км к юго-востоку от Меца. Соседние коммуны: Лезе  на севере, Ле на северо-востоке, Оммере на востоке, Ксюр и Муакур на юге, Парруа, Куанкур и Бюр на юго-западе, Решикур-ла-Петит на западе, Безанж-ла-Петит на северо-западе.
Коммуна расположена на юге департамента Мозель в естественно-историческом регионе Сольнуа.

## История
- Бывшая деревня епископата Меца, входила в шателенье Вик.
- В 1871 году Монкур по франкфуртскому договору отошёл к Германской империи и получил германизированное название Monhofen. В 1918 году после поражения Германии в Первой мировой войне вновь вошёл в состав Франции в департамент Мозель.

## Демография
По переписи 2008 года в коммуне проживало 90 человек.

## Достопримечательности
- Церковь Сен-Реми 1779 года.